# Clifton (Nottinghamshire)
Clifton – osada w Anglii, w Nottinghamshire, w dystrykcie (unitary authority) Nottingham. Leży 6,5 km od miasta Nottingham i 172,6 km od Londynu. W 2001 miejscowość liczyła 22 312 mieszkańców. Clifton jest wspomniana w Domesday Book (1086) jako Cliftun(e).